# Pull the Pin
Pull the Pin è il sesto album in studio del gruppo musicale britannico Stereophonics, pubblicato il 1º ottobre 2007 dalla V2 Records.
La copertina fu mostrata in anteprima sia a coloro che avevano sottoscritto la newsletter degli Stereophonics che agli utenti iscritti al canale Myspace della band.

## Tracce
Testi e musiche di Kelly Jones, eccetto dove indicato.
1. Soldiers Make Good Targets – 4:37
2. Pass the Buck – 3:24
3. It Means Nothing – 3:48
4. Bank Holiday Monday – 3:14
5. Daisy Lane – 3:37
6. Stone – 4:17
7. My Friends – 3:35
8. I Could Lose Ya – 3:17 (Kelly Jones, Richard Jones, Javier Weyler)
9. Bright Red Star – 3:39
10. Ladyluck – 3:45
11. Crush – 3:56
12. Drowning – 5:08

## Formazione
- Kelly Jones – voce, chitarra, tastiera
- Adam Zindani – chitarra, voce secondaria
- Richard Jones – basso, cori
- Javier Weyler – batteria, percussioni